# Себи
Себи́ (фр. Séby) — коммуна во Франции, находится в регионе Аквитания. Департамент — Атлантические Пиренеи. Входит в состав кантона Арти-э-Пеи-де-Субестр. Округ коммуны — По.
Код INSEE коммуны — 64514.

## География

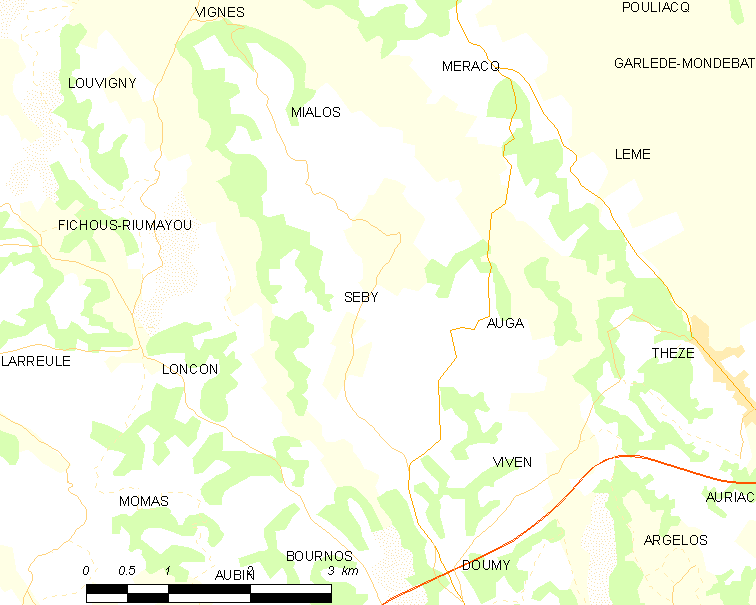
Карта коммуны

Коммуна расположена приблизительно в 640 км к югу от Парижа, в 155 км южнее Бордо, в 21 км к северу от По.
На северо-востоке коммуны протекает река Люи.

### Климат
Климат тёплый океанический. Зима мягкая, средняя температура января — от +5°С до +13°С, температуры ниже −10 °C бывают редко. Снег выпадает около 15 дней в году с ноября по апрель. Максимальная температура летом порядка 20-30 °C, выше 35 °C бывает очень редко. Количество осадков высокое, порядка 1100 мм в год. Характерна безветренная погода, сильные ветры очень редки.

## Население
Население коммуны на 2010 год составляло 192 человека.
| 1962 | 1968 | 1975 | 1982 | 1990 | 1999 | 2010 |
| ---- | ---- | ---- | ---- | ---- | ---- | ---- |
| 181  | 184  | 166  | 178  | 167  | 171  | 192  |

## Администрация
| Период | Период | Фамилия           | Партия | Примечания |
| ------ | ------ | ----------------- | ------ | ---------- |
| 1995   | 2001   | Ги Казнав-Кондери |        |            |
| 2001   | 2008   | Кристин Лакаррер  |        |            |
| 2008   | 2014   | Жак Пино          |        |            |
| 2014   | 2020   | Жиль Мюген-Кабай  |        |            |

## Экономика
В 2010 году среди 117 человек трудоспособного возраста (15-64 лет) 96 были экономически активными, 21 — неактивными (показатель активности — 82,1 %, в 1999 году было 68,4 %). Из 96 активных жителей работали 91 человек (50 мужчин и 41 женщина), безработных было 5 (2 мужчин и 3 женщины). Среди 21 неактивных 8 человек были учениками или студентами, 5 — пенсионерами, 8 были неактивными по другим причинам.

## Достопримечательности
- Церковь Св. Иоанна Крестителя (XVII век)[4]